# Un destello interior
Un destello interior es una película dramática venezolana de 2020 coescrita y dirigida por Andrés Eduardo Rodríguez y Luis Alejandro Rodríguez. Fue seleccionada como la entrada venezolana a la Mejor Película Internacional en los 94º Premios Oscar.

## Argumento
Una madre soltera que trabaja como conserje le diagnostican un tumor cerebral y teme por el futuro de su hija de seis años.